# Szevoflurán
A szevoflurán egy halogénezett metil-izopropil-éter, inhalációs anesztetikum, amelynek hatása gyors indukciós és ébredési fázissal jellemezhető. A MAK (minimális alveoláris koncentráció) életkorspecifikus.

## Hatása
A szevoflurán eszméletvesztést, a fájdalomérzet és a mozgástevékenység reverzibilis megszűnését, a vegetatív reflexek csökkenését, valamint légzési és cardiovascularis depressziót okoz. Ezek a hatások dózisfüggők.
A szevofluránnak kicsi a vér/gáz megoszlási hányadosa, ezért gyorsan történik az ébredés az anesztéziából.
A szevoflurán koncentrációfüggő vérnyomáscsökkenést okozhat. A készítmény szenzibilizálja a myocardiumot az exogén epinefrin arrhytmogén hatásával szemben. Ez a szenzibilizáció hasonló az izoflurán által előidézetthez.
A szevoflurán gyorshatású inhalációs narkotikum. Alkalmazásakor klinikai hatásának változása gyorsan követi a belélegzett gázkoncentráció változásait. A fellépő narkózis könnyen és gyorsan alakul ki és a szer elhagyásakor a tudat gyorsan visszatér. Az anesztézia könnyen kézben tartható és biztonságos. A bevezetés alatt nem alakul ki izgalmi állapot és ritka a felsőlégutak irritációja; nem észleltek nagymértékű tracheobronchialis szekréciót vagy központi idegrendszeri izgalmat. Gyermekeken alkalmazva maszkos altatás során köhögés szevoflurán esetén szignifikánsan ritkábban következett be, mint halotánnal végzett narkózis során. Egyéb hatásos inhalációs narkotikumokhoz hasonlóan a szevoflurán is előidéz dózistól függő légzésdepressziót és a bevitt mennyiséggel arányos mértékben okozza a cardiovascularis funkció depresszióját. Az adrenalin kiváltotta arrhythmogen küszöb a szevoflurán esetén hasonló az izofluránhoz és magasabb a halotánénál.
Minimális hatással van az intracranialis nyomásra. A CO2-ra fennálló reakciókészséget nem befolyásolja. Fokozott intracranialis nyomás kialakulásának veszélye során a szevoflurán csak fokozott körültekintéssel alkalmazható az intracranialis nyomást csökkentő beavatkozások pl. hyperventillatio alkalmazásával együtt. A szevoflurán nincs hatással a vese koncentrálóképességére elhúzódó narkózis esetén sem. Májkárosodott betegeknél (Child-Pugh A és B stádium) alkalmazható.

## Fordítás
- Ez a szócikk részben vagy egészben  a   Sevoflurane című angol Wikipédia-szócikk fordításán alapul.  Az eredeti cikk szerkesztőit annak laptörténete sorolja fel. Ez a jelzés csupán a megfogalmazás eredetét és a szerzői jogokat jelzi, nem szolgál a cikkben szereplő információk forrásmegjelöléseként.